# Ја сам за плес
Ја сам за плес је југословенска и хрватска поп песма која је представљала Југославију на Песми Евровизије 1987. у Бриселу, у извођењу групе Нови фосили. Музику за песму је компоновао Рајко Дујмић, текст је написао Стево Цвикић, а оркестром је током извођења уживо дириговао маестро Никица Калођера. Био је то седми пут да је ТВ Загреб делегирао југословенског представника на том фестивалу.
Право да наступи на Евросонгу, група Нови фосили је остварила победом на југословенском националном избору − Југовизији − који је те године одржан 7. марта у београдском Сава центру. На фестивалу су учествовале 24 композиције, а песма Ја сам за плес победила је са 74 гласа, односно за 21 поен више од другопласираног Масима Савића.
Финале Евросонга те године одржано је 9. маја, а југословенски представници наступили су као претпоследњи. Након гласања 22 национална жирија Југославија је добила поене од 13 националних жирија, укључујући и две максималне оцене од норвешког и турског жирија, што је било довољно за 4. место са укупно освојена 92 бода.